# Kęstutis Bacvinka
Kęstutis Bacvinka (ur. 15 stycznia 1967 w miejscowości Naujoji Ūta w rejonie preńskim) – litewski leśnik i polityk, poseł na Sejm Republiki Litewskiej.

## Życiorys
W 1986 ukończył technikum leśne w Kownie, a w 2007 studia inżynierskie w Kolegium Leśnictwa i Inżynierii Środowiska w Kownie. W 2013 podjął studia magisterskie na Uniwersytecie Aleksandrasa Stulginskisa. W latach 1989–1991 pracował w przedsiębiorstwie budowlanym w rejonie preńskim, a w latach 1991–2016 był leśniczym w przedsiębiorstwie leśnym Dubravos eksperimentinė mokomoji miškų urėdija.
W wyborach parlamentarnych w 2016 z ramienia Litewskiego Związku Rolników i Zielonych uzyskał mandat posła na Sejm.